# HD10547
HD10547 є хімічно пекулярною зорею спектрального класу
B9 й має видиму зоряну величину в смузі V приблизно  8,4.

## Пекулярний хімічний вміст
Зоряна атмосфера HD10547 має підвищений вміст 
Si
.